# Gianluca Grimalda
Gianluca Francesco Grimalda est un climatologue et économiste comportemental italien. Préoccupé par les effets du dérèglement climatique et soucieux de cohésion sociale, il est connu du grand public à la suite de son refus d'effectuer des déplacements professionnels en avion, en raison de l'impact climatique du transport aérien. Ce refus ayant été suivi d'un licenciement par son employeur, l'Institut pour l'Économie Mondiale (IfW Kiel). 

## Biographie

### Études et débuts
Grimalda obtient une licence en économie à l'université Bocconi et un doctorat à l'université de Pavie et à l'université de Southampton en 2003. Il travaille comme chercheur à l'Institut d'économie mondiale de Kiel, jusqu'à son licenciement en octobre 2023.
De janvier à juin 2024, Grimalda est professeur invité à l'université de Passau.
Les recherches de Grimalda portent sur la compréhension et la communication des implications sociales causées par le réchauffement climatique. Ses recherches sur le terrain l'ont conduit à Bougainville, en Papouasie-Nouvelle-Guinée, où il a étudié la volonté des gens à s'entraider dans des conditions dégradées, dues au changement climatique. 

## Engagement pour la protection du climat
Grimalda a participé activement à des actions de protestation, notamment dans le cadre de Scientist Rebellion, et a milité pour la désobéissance civile comme moyen de promouvoir la protection du climat. Entre autres, en octobre 2022 il s'est collé au sol avec d'autres scientifiques pendant quarante heures dans le pavillon du musée Porsche à Wolfsburg, ce lieu propriété de Volkswagen est ciblé pour faire écho à l'affaire du Dieselgate. En novembre de la même année, le chercheur a également participé en à un blocus international des aéroports spécialisés dans les avions privés.

Grimalda voyage toujours en évitant d'utiliser des avions et en privilégiant des moyens de transport plus respectueux du climat comme les bateaux, les trains et les bus. Cette attitude reflète ses convictions en matière d'éthique de l'aviation face à la crise climatique et a indirectement conduit à être évincé de son poste à l' Institut pour l'Économie Mondiale de Kiel. Des recherches sur le terrain en Papouasie-Nouvelle-Guinée s'étaient étendues en raison d'imprévus, de sorte que l'institut lui avait demandé de revenir dans les 5 jours, sous peine d'être licencié. Son voyage de retour a duré beaucoup plus longtemps en raison du renoncement aux voyages en avion. Neuf mille scientifiques de toute l'Europe ont signé une pétition demandant son maintien à l'Institut d'économie mondiale. Une première action contre son licenciement a été menée devant le tribunal du travail de Kiel, mais n'a pas abouti. Par la suite, le 10 janvier 2025, le tribunal du travail de Kiel rendit son verdict: l’institut dédommagera le chercheur, mais sans le réembaucher, en raison d’une « incompatibilité des convictions idéologiques des parties ». 
« J’aurais voulu retrouver mon emploi, mais c’est déjà un premier pas dans la reconnaissance légale d’une objection de conscience pour des raisons climatiques » 

## Droit du travail
Il est connu comme le premier employé licencié puis indemnisé, en lien avec la lutte contre le dérèglement climatique.

## Documentaire
En juin 2024, le documentaire de Paolo Casalis, The Researcher (Le chercheur), a été présenté en avant-première au Cinemambiente Festival. Il met en scène le voyage de Girmalda en Papouasie-Nouvelle-Guinée en 2023 : à la fin de son travail de recherche, Grimalda est licencié pour avoir refusé de prendre un avion. Alors qu'il entame un voyage de 72 jours et 28 000 km pour rentrer chez lui, son histoire et sa mise en application du slow travel deviennent connus et viraux sur les réseaux sociaux,.

## Publication
- (en) Gianluca Grimalda, Can labour market rigidity foster economic efficiency? A model with non-general purpose technical change, vol. 6, SpringerLink, 2015, 79–99 p. (DOI 10.1007/s40821-015-0024-2)
- (en) avec Anirban Kar, Eugenio Proto, Procedural fairness in lotteries assigning initial roles in a dynamic setting, vol. 19, SpringerLink, 2015, 819–841 p. (DOI 10.1007/s10683-015-9469-5, lire en ligne)
- (en) avec Francesco Farina et al., Why do preferences for redistribution differ across countries? An experimental analysis, Kiel, IfW Kiel, 2023 (hdl 10419/268038, lire en ligne)
- (en) avec Christoph Schütt et al., Does ethnic heterogeneity decrease workers' effort in the presence of income redistribution? An experimental analysis, Kiel, IfW Kiel, 2022 (hdl 10419/261386, lire en ligne)
- avec Fabrice Murtin, David Pipke, Louis G. Putterman, Matthias Sutter, The politicized pandemic: Ideological polarization and the behavioral response to COVID-19, Kiel, IfW Kiel, 2022 (hdl 10419/250080, lire en ligne).
- (en) avec Francesco Bogliacino, Laura Jiménez Lozano, Consultative democracy and trust, vol. 44, Kiel, Hamburg, ZBW - Leibniz Information Centre for Economics, 2021, 55–67 p. (ISSN 0954-349X, hdl 10419/235202, lire en ligne).
- (en) avec David Pipke, Cross-country evidence on the determinants of preferences for redistribution, Kiel, IfW Kiel, 2021 (hdl 10419/235614, lire en ligne)
- (en) avec Nancy R. Buchan et al., Exposure to COVID-19 is associated with increased altruism, particularly at the local level, vol. 11, Heidelberg, Berlin, Springer, 2021 (ISSN 2045-2322, DOI 10.1038/s41598-021-97234-2, Bibcode 2021NatSR..1118950G, hdl 10419/248645, lire en ligne).